# Ermida de Nossa Senhora da Pureza (Santa Luzia)

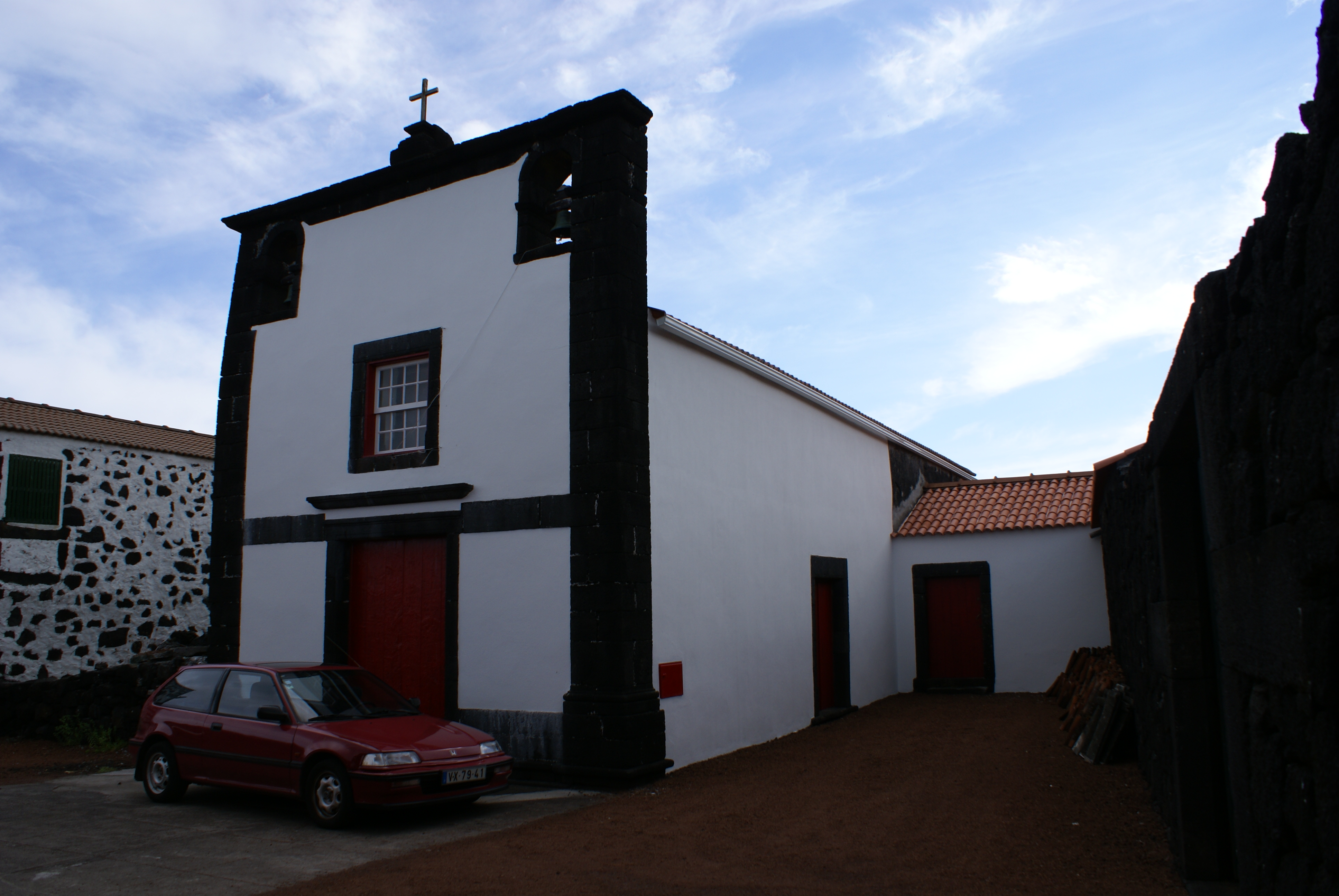
Ermida de Nossa Senhora da Pureza, Lagido.

A Ermida de Nossa Senhora da Pureza é uma Ermida portuguesa localizada no lugar do Lajido, freguesia de Santa Luzia,  concelho de São Roque do Pico, na ilha do Pico, no arquipélago dos Açores.
Esta ermida cuja construção recua ao século XVII é dedicada a devoção de Nossa Senhora da Pureza, Para o largo onde se encontra este templo tem acesso o Solar dos Salgueiros.